# Anders Vedel
Anders Vedel (født 9. maj 1965) er en tidligere dansk atlet.
Anders Vedel nåede som 16-årig en bronzemedalje på 800 meter ved Senior-DM 1981, og deltog samme år på denne distance i JEM (-19år). Han "forsvandt" derefter et par sæsoner og kom tilbage 1984, hvor han vandt JDM på 800 meter. Han kom dog aldrig tilbage til den niveau han havde 1981.
Anders Vedel er far til Benjamin Lobo Vedel, han har som sin far har sat flere danske ungdomsrekorder. Anders Vedel er fætter til tikæmperen Bjarne Vedel.

## Internationale ungdomsmesterskaber
1981  JEM  800 meter  25. plads  1,55,70

## Danske mesterskaber
- Bronze 1981  800 meter  1,52,3

Junior -20 år
- Guld 1984  800 meter 1:53.40

## Resultatudvikling
13-årig
- 1500 meter: 4.23.5

14-årig 
- 400 meter: 52,5
- 800 meter: 1.58.8

15-årig
- 800 meter: 1.54.6
- 1500 meter: 3.59.3

16-årig
- 800 meter: 1.51.8
- 1000 meter: 2.22.8

## Ekstern henvisning
- DAF i tal Anders Vedel Arkiveret 6. juni 2007 hos  Wayback Machine

|  | Artiklen om Anders Vedel kan blive bedre, hvis der indsættes et (bedre) billede Du kan hjælpe ved at afsøge Wikimedia Commons for et passende billede eller uploade et godt billede til Wikimedia Commons iht. de tilladte licenser og indsætte det i artiklen. |